# Junior (film)
Pour les articles homonymes, voir Junior.
Pour plus de détails, voir Fiche technique et Distribution.
Junior est un film américain réalisé par Ivan Reitman et sorti en 1994.

## Synopsis
Les recherches du docteur Alex Hesse (Arnold Schwarzenegger), un savant autrichien qui travaille aux États-Unis, sont sur le point d'aboutir, son traitement devrait enfin assurer aux femmes des grossesses sans risques. Mais les autorités estiment qu'elles ont assez attendu, et interrompent le financement du projet avant qu'il ait pu être testé sur les humains. Alex songe déjà à rentrer en Europe quand son associé, le gynécologue Larry Arbogast (Danny DeVito), lui suggère de vérifier les bienfaits de son traitement sur sa propre personne. Alex accepte de placer dans son abdomen un ovule fécondé, volé par Larry dans le stock du docteur Diana Reddin (Emma Thompson), et déjà prénommé « Junior ». Désormais « enceint », Alex s'installe chez Larry, dont l'ex-épouse, Angela (Pamela Reed), attend aussi un enfant.

## Fiche technique
- Titre original et français : Junior
- Réalisation : Ivan Reitman
- Scénario : Kevin Wade et Chris Conrad
- Photographie : Adam Greenberg
- Musique : James Newton Howard
- Montage : Wendy Greene Bricmont et Sheldon Kahn
- Costumes : Albert Wolsky
- Décors : Stephen J. Lineweaver
- Production : Ivan Reitman
- Société de production : Northern Lights Entertainment
- Distribution : Universal Pictures (États-Unis), United International Pictures (France)
- Pays d'origine :  États-Unis
- Budget : 60 millions de dollars[1]
- Format : Couleurs (DeLuxe) - 1,85:1 - son DTS-Stereo - 35 mm
- Genre : comédie, science-fiction
- Durée : 109 minutes
- Dates de sortie : 
  - États-Unis : 23 novembre 1994
  - France : 25 janvier 1995

## Distribution
- Arnold Schwarzenegger (VF : Daniel Beretta) : le docteur Alexander « Alex » Hesse
- Danny DeVito (VF : Daniel Russo) : le docteur Larry Arbogast
- Emma Thompson (VF : Frédérique Tirmont) : le docteur Diana Reddin
- Frank Langella (VF : Jean-Luc Kayser) : Noah Banes
- Pamela Reed (VF : Francine Laine) : Angela
- Christopher Meloni : M. Lanzarotta
- James Eckhouse (VF : Edgar Givry) : Ned Sneller
- Aida Turturro (VF : Emmanuelle Bondeville) : Louise
- Welker White (de) (VF : Claire Guyot) : Jenny
- Megan Cavanagh : Willow
- Dean Jacobson : Turkel
- Anna Gunn : la réceptionniste de Casitas Madres
- Kathleen Chalfant : la réceptionniste de Casitas Madres

## Production
Brian Levant devait initialement réaliser le film mais Arnold Schwarzenegger refuse d'y participer sans Ivan Reitman
. L'acteur retrouve le réalisateur  pour une 4e comédie après Jumeaux (1988) Un flic à la maternelle (1990) et Président d'un jour (1993), où il ne fait qu'une courte apparition.
Le tournage a lieu d'avril à juin 1994. Il se déroule en Californie : à Los Angeles, San Francisco (Chinatown, Hayes Valley, Civic Center), Berkeley (université de Californié ou encore à Carmel Valley.

## Accueil

### Critique
Le film reçoit des critiques mitigées. Sur l'agrégateur américain Rotten Tomatoes, il récolte 36% d'opinions favorables pour 33 critiques et une note moyenne de 5⁄10. Le consensus suivant résume les critiques compilées par le site : « Même avec une abondance de talent derrière et devant la caméra, Junior ne fait pas assez rire pour nourrir son idée loufoque et conceptuelle ». Sur Metacritic, il obtient une note moyenne de 59⁄100 pour 25 critiques.

### Box-office
| Pays ou région    | Box-office      | Date d'arrêt du box-office | Nombre de semaines |
| ----------------- | --------------- | -------------------------- | ------------------ |
| États-Unis Canada | 36 763 355 $    | 19 janvier 1995            | 9                  |
| France            | 834 582 entrées |                            | -                  |
| Total mondial     | 108 431 355 $   | -                          | -                  |

## Distinctions
Le film reçoit plusieurs nominations mais aucune récompense :
- Oscars 1995 : meilleure chanson originale pour Look What Love Has Done
- Golden Globes 1995 : meilleure actrice dans un film musical ou une comédie pour Emma Thompson, meilleur acteur dans un film musical ou une comédie pour Arnold Schwarzenegger et meilleure chanson originale pour Look What Love Has Done
- American Comedy Awards 1995 : meilleure actrice pour Emma Thompson